# Martin Friedland
Martin Friedland   (Stargard, 9 de desembre de 1881 - Rotterdam, 14 de maig de 1940) fou un compositor i escriptor alemany.
Friedland provenia d'una família juea adinerada. Era fill del fabricant Bernhard Friedland i tenia tres germans menors. Quan tenia dos anys, la família es va traslladar a Szczecin, una mica més tard a Berlín. Des del seu vuitè any, va rebre lliçons de violí. Després del final de l'escola, va intentar i va ser inclòs en la classe de violí de Joachim. Es reorienta i estudia teoria i composició musical al Conservatori Stern a partir de 1902. Els seus professors eren Loewengard i Rüfer. El 1903 es va traslladar amb els mateixos temes que un estudiant al màster de Gernsheim al Royal College of Music també a Berlín.
Entre les seves obres més conegudes hi figuren una Fantasia per a orquestra (Hamburg, 1913); un Quartet per a corda, i un Concert per a violí. També va compondre notables lieder.